# Kościół św. Antoniego Padewskiego w Lublinie
Kościół pw. św. Antoniego Padewskiego w Lublinie – kościół parafialny wyznania rzymskokatolickiego powstały na terenie dzielnicy Ponikwoda i Kalinowszczyzna.

## Historia kościoła
Pozwolenie na budowę kościoła zostało wydane 20 stycznia 1986 roku, a pierwszym proboszczem i budowniczym kościoła został ks. Stanisław Róg. Projekt kościoła i kompleksu duszpasterskiego wykonał zespół lubelskich inżynierów: Antoni Herman – architektura, Jan Wacko – konstrukcja, Feliks Dragan – instalacje wod-kan-co-gaz, Henryk Burdzanowski – instalacje elektryczne. Kierownik budowy – inż. Tadeusz Lipski. 30 października została przywieziona tymczasowa kaplica podarowana parafii przez ks. Józefa Kozłowicza, proboszcza parafii w Poniatowej, a montaż nadzorował Bolesław Sobiecha. 29 listopada 1986 roku ustalono, że  patronem kościoła i parafii będzie  św. Antoni Padewski. 8 grudnia 1986 roku została w niej odprawiona pierwsza msza św., a 14 grudnia bp. Bolesław Pylak wraz z 30 księżmi odprawia Mszę świętą i dokonuje poświęcenia placu, krzyża i kaplicy. W 1987 roku rozpoczęto budowę domu katechetycznego i plebanii, a 9 września 1988 wykopy pod fundamenty kościoła. Kamień węgielny został wmurowany 10 czerwca 1990 roku przez bp. Bolesława Pylaka, który 13 czerwca 1992 roku poświęcił kościół odprawiając pierwszą mszę świętą w jego murach. Kościół został konsekrowany 29 października 2000 roku przez bp Józefa Życińskiego. 
Przed kościołem umieszczono w 1995 roku figurę Matki Bożej Fatimskiej ufundowaną przez Kółka Różańcowe. 

## Wyposażenie
- 14.lipca 1986 Grażynę Karolewicz.podarowała do budującego się kościoła obraz Jezusa Miłosiernego.
- W 1995 roku niemiecka parafia w Holfeld podarowała na wyposażenie kościoła 26-głosowe organy piszczałkowe, które złożył i nastroił organmistrz z Bielska-Białej Jerzy Kukla, a poświęcił 13 czerwca 1985 roku abp. Bolesław Pylak.

Kompleks kościelny tworzą: nawa główna, dzwonnica, kaplica tygodniowa pw. Matki Bożej, Świętych i Błogosławionych Polskich oraz dom katechetyczny im. ks. Stanisława Roga z plebanią i plac.